# جون كريان
جون مايكل كريان (مواليد 16 ديسمبر 1960) رجل أعمال بريطاني. كان الرئيس التنفيذي لدويتشه بنك إيه جي في فرانكفورت أم ماين في الفترة من يوليو 2015 إلى أبريل 2018.

## النشأة
ولد جون مايكل كريان في 16 ديسمبر 1960 في سندرلاند. تخرج من جامعة كامبريدج.

## الحياة المهنية
عمل كريان لدى آرثر آندرسن ثم انضم إلى اس جي واربورغ في لندن عام 1987، قبل أن يتم تعيينه رئيسًا ماليًا للمجموعة في بنك يو بي إس وذلك في سبتمبر 2008. كان كريان رئيسًا لمجموعة المؤسسات المالية في بو بي إس. في خريف عام 2008 ، آدار مجلس إدارة UBS ضمن الأزمة المالية.
في عام 2011 ، غادر كريان UBS لأسباب شخصية. في يناير 2012 ، انضم إلى شركة الاستثمار السنغافورية تيماسيك كرئيس لأوروبا. أصبح كريان مديرًا غير تنفيذي لمجموعة مان في يناير 2015.
تم تعيين كريان في منصب الرئيس التنفيذي المشارك لبنك دويتشه في يونيو 2015، وهو منصب شاطره مع يورجن فيتشن حتى مايو 2016، حيث أصبح الرئيس التنفيذي الوحيد.
يوم 8 أبريل عام 2018، تم استبدال كريان فتم تكليف كريستيان سوينغ كرئيس تنفيذي في دويتشه بنك. في أبريل 2019 ، أصبح كريان مديرًا في X Cyber Group LTD في المملكة المتحدة. في سبتمبر ، أُعلن أنه سيخلف إيان ليفينجستون كرئيس مجلس إدارة مجموعة مان.

## الحياة الشخصية
اشترى كل من كريان وزوجته ماري منزلاً في أنابوليس، ماريلاند، الولايات المتحدة ، وذلك في عام 2009. لديهم أيضا منزل في لندن، وليس لديهم أطفال. يتحدث الألمانية بطلاقة.